# Тобе
Тобе (яп. 砥部町 Тобэ-тё:) — посёлок в Японии, находящийся в уезде Иё префектуры Эхимэ. Площадь посёлка составляет 101,57 км², население — 21 429 человек (1 августа 2014), плотность населения — 210,98 чел./км².

## Географическое положение
Посёлок расположен на острове Сикоку в префектуре Эхимэ региона Сикоку. С ним граничат города Мацуяма, Иё и посёлки Масаки, Утико, Кумакоген.

## Население
Население посёлка составляет 21 429 человек (1 августа 2014), а плотность — 210,98 чел./км². Изменение численности населения с 1980 по 2005 годы:
| 1980 | 17 958 чел. |  |
| 1985 | 19 339 чел. |  |
| 1990 | 20 802 чел. |  |
| 1995 | 21 705 чел. |  |
| 2000 | 22 075 чел. |  |
| 2005 | 22 424 чел. |  |

## Символика
Деревом посёлка считается Quercus acutissima, цветком — цветок сливы японской.